# Carmelo Battaglia
Carmelo Battaglia Santangelo (Catania, ... – Catania, 1799) è stato un architetto italiano.

## Biografia
Discendente da una famiglia di architetti, di cui si ricordano lo zio Francesco Battaglia e il cugino Antonino Battaglia, operò essenzialmente a Catania nel corso dell'opera di ricostruzione avvenuta dopo il terribile terremoto del 1693.
Fra i suoi lavori più importanti si ricorda la progettazione del prospetto nord di Palazzo degli Elefanti e il grande loggiato della chiesa di San Nicolò l'Arena rimasto però incompiuto.
Fece anche un progetto della cupola della Cattedrale di Sant'Agata ma la sua morte precoce ne impedì poi la realizzazione.